# Aaron Scott
Aaron James Scott (ur. 18 lutego 1986 w Hamilton) – nowozelandzki piłkarz, reprezentant kraju grający na pozycji obrońcy w Melville United.

## Kariera piłkarska
Scott od 2006 występował w Waitako FC, w którym pełnił funkcję kapitana drużyny. W 2008 zaliczył krótki epizdo w Melville United, z którego przeniósł się do Waitakere United. Wraz z zespołem czterokrotnie sięgnął po mistrzostwo Nowej Zelandii w sezonach 2009/10, 2010/11, 2011/12, 2012/13. Dla Waitakere zagrał przez ten czas w 83 spotkaniach, w których strzelił jedną bramkę. 
Po opuszczeniu Waitakere grał w WaiBOP United, z którego powrócił do Waitakere United w 2015. Sezon 2016/17 to gra Scotta w  Hamilton Wanderers. Od 2017 występuje ponownie w Melville United. 
| Sezon   | Klub               | Kraj          | Rozgrywki                         | Mecze | Bramki |
| ------- | ------------------ | ------------- | --------------------------------- | ----- | ------ |
| 2006/07 | Waitako FC         | Nowa Zelandia | New Zealand Football Championship | 15    | 1      |
| 2007/08 | Waitako FC         | Nowa Zelandia | New Zealand Football Championship | 18    | 1      |
| 2008    | Melville United    | Nowa Zelandia | Northern League                   |       |        |
| 2008/09 | Waitakere United   | Nowa Zelandia | New Zealand Football Championship | 13    | 0      |
| 2009/10 | Waitakere United   | Nowa Zelandia | New Zealand Football Championship | 8     | 0      |
| 2010/11 | Waitakere United   | Nowa Zelandia | New Zealand Football Championship | 16    | 1      |
| 2011/12 | Waitakere United   | Nowa Zelandia | New Zealand Football Championship | 6     | 0      |
| 2012/13 | Waitakere United   | Nowa Zelandia | New Zealand Football Championship | 14    | 0      |
| 2013/14 | WaiBOP United      | Nowa Zelandia | New Zealand Football Championship | 10    | 0      |
| 2014/15 | WaiBOP United      | Nowa Zelandia | New Zealand Football Championship | 16    | 0      |
| 2015/16 | Waitakere United   | Nowa Zelandia | New Zealand Football Championship | 13    | 1      |
| 2016/17 | Hamilton Wanderers | Nowa Zelandia | New Zealand Football Championship | 16    | 1      |
| 2017    | Melville United    | Nowa Zelandia |                                   |       |        |
| 2018    | Melville United    | Nowa Zelandia |                                   |       |        |
| 2019    | Melville United    | Nowa Zelandia | Northern League                   |       |        |
| 2020    | Melville United    | Nowa Zelandia | Northern League                   |       |        |
| 2021    | Melville United    | Nowa Zelandia | Northern League                   | 16    | 2      |
| 2022    | Melville United    | Nowa Zelandia | Northern League                   | 29    | 0      |
| 2023    | Melville United    | Nowa Zelandia | Northern League                   | 16    | 1      |
| 2024    | Melville United    | Nowa Zelandia | Northern League                   |       |        |

## Kariera reprezentacyjna
Scott uczestniczył w Igrzyskach Olimpijskich 2008. Podczas turnieju zagrał w spotkaniach z Chinami, Brazylią i Belgią. 
Scott po raz pierwszy w reprezentacji zagrał 28 marca 2009 w przegranym 1:3 spotkaniu z Tajlandią. 
W 2009 został powołany przez trenera Rickiego Herberta na Puchar Konfederacji, gdzie reprezentacja Nowej Zelandii odpadła w fazie grupowej. Podczas turnieju zagrał w meczu z Irakiem.
Po raz ostatni w drużynie narodowej zagrał 26 marca 2013. Przeciwnikiem była reprezentacja Wysp Salomona, a mecz zakończył się zwycięstwem Nowej Zelandii 2:0. Łącznie w barwach All Whites wystąpił w 5 spotkaniach.
| Mecze i gole w reprezentacji | Mecze i gole w reprezentacji | Mecze i gole w reprezentacji | Mecze i gole w reprezentacji | Mecze i gole w reprezentacji | Mecze i gole w reprezentacji | Mecze i gole w reprezentacji |
| #                            | Data                         | Miasto                       | Przeciwnik                   | Gol                          | Wynik                        | Rozgrywki                    |
| ---------------------------- | ---------------------------- | ---------------------------- | ---------------------------- | ---------------------------- | ---------------------------- | ---------------------------- |
| 1.                           | 28.03.2009                   | Bangkok                      | Tajlandia                    |                              | 1:3                          | towarzyski                   |
| 2.                           | 06.06.2009                   | Gaborone                     | Botswana                     |                              | 0:0                          | towarzyski                   |
| 3.                           | 20.06.2009                   | Johannesburg                 | Irak                         |                              | 0:0                          | PK 2009                      |
| 4.                           | 09.09.2009                   | Amman                        | Jordania                     |                              | 3:1                          | towarzyski                   |
| 5.                           | 26.03.2013                   | Honiara                      | Wyspy Salomona               |                              | 2:0                          | El. MŚ 2014                  |

## Sukcesy
Waitakere United
- Mistrzostwo Nowej Zelandii (4): 2009/10, 2010/11, 2011/12, 2012/13